# Sonia Arova
Sonia Arova (nacida Sonia Errio, 20 de junio de 1927-4 de febrero de 2001) fue una bailarina de ballet búlgara.

## Biografía
Nació en la ciudad de Sofía. Comenzó su preparación en París. Con el inicio de la Segunda Guerra Mundial, escapó del avance nazi con su profesor de piano en un temerario vuelo en que la aeronave fue atacada por las tropas alemanas. Arribando finalmente a Inglaterra, se enroló en una escuela de arte y después se integró al Ballet Internacional en 1942. 
Trabajó como bailarina principal en los Originales Ballets Rusos, el London Festival Ballet, el Ballet Real y el American Ballet Theatre. Bailó con Rudolf Nuréyev en su debut americano, a pedido de él. Reyes y reinas le dieron presentes en apreciación de su arte. Sonia Arova se convirtió en directora artística del Ballet Nacional de Noruega en 1965 y en 1971 codirigió el Ballet de San Diego con su esposo Thor Sutkowski (1965-2001). Ellos aceptaron puestos de enseñanza principales en la Alabama School of Fine Arts en 1976. Durante su estadía fue directora artística del Alabama Ballet y en 1996, la pareja regresó a San Diego, donde su hija, Ariane, vive.
En una ceremonia en las Naciones Unidas, fue ordenada dama por el rey Olaf V de Noruega, siendo la segunda mujer en recibir tal distinción. Murió de cáncer al páncreas.